# Niedermarpe
Niedermarpe ist ein Ortsteil der Gemeinde Eslohe (Sauerland) im nordrhein-westfälischen Hochsauerlandkreis. Mitte 2023 hatte der Ort 37 Einwohner.

## Geographie
Die Ortschaft liegt etwa 4 km nördlich von Cobbenrode im Naturpark Sauerland-Rothaargebirge. Nachbarortschaften sind Cobbenrode, Isingheim, Kückelheim, Dormecke und Obermarpe. Durch den Ort fließt die Marpe, die südwestlich von Obermarpe auf einer Höhe von 497 m ü. NN entspringt.

## Geschichte
Goddart und Johann von Bonslede aus dem Adelsgeschlecht Bonslede wurden laut einer Lehnsurkunde aus dem Jahr 1513 erblich mit dem Gut Niedermarpe belehnt. Am 20. Januar 1573 belehnte Erzbischof Salentin ex nova gratia einen Hermann von Marpe genannt Pape mit dem Gut zu Niedermarpe.
Ein Schatzungsregister (diente der Erhebung von Steuern) von 1543 zeigt für den kleinen Ort „Niedern Marpe“ 3 Abgabepflichtige; neben dem vorerwähnten Herman Pape noch Tonis Holber und Gorgen Dietmers.
1586 wurde Johann von Neuhoff Herr zu Förde, Niedermarpe und Weuspert urkundlich erwähnt. Johanns Tochter Theodora Guida erbte 1633 Niedermarpe und heiratete später Ernst Jobst von Schledorn. Aus der Ehe gingen zwei Söhne und vier Töchter hervor. Erbin wurde Susanna Catharina die später Johann Friedrich Bischopinck heiratet. Dieser wurde am 2. Oktober 1700 in Ehevogts-Namen, seiner Frau Susanna Catharina, mit dem Gut in Niedermarpe belehnt.
Johann Adolf von Bischopinck, der älteste Sohn Johann Friedrichs, belehnte 1724 das Schledornsche Lehnsgut zu Niedermarpe. Er starb 1770 kinderlos. Deshalb wurde 1763 sein Neffe Ludwig von Bischopinck Lehnsherr des Gutes. Er übertrug 1799 Niedermarpe nicht seinem Sohn Mathias, sondern seiner Tochter Maria und deren Ehemann, was jedoch vom Lehensgeber nicht anerkannt wurde. Mathias von Bischopinck konnte daher mit Erfolg das Gut Niedermarpe auf gerichtlichem Wege wiedergewinnen.
Seit dem 1. Januar 1975 ist Niedermarpe ein Ortsteil der erweiterten Gemeinde Eslohe.

## Religion
Die Kapelle des Hofes Dünnebacke stammt aus dem Jahr 1680.